# Lasioglossum allodalum
Lasioglossum allodalum is een vliesvleugelig insect uit de familie Halictidae. De wetenschappelijke naam van de soort is voor het eerst geldig gepubliceerd in 1985 door Ebmer & Sakagami.